# Park Narodowy Dzibilchantún
Park Narodowy Dzibilchantún (hiszp. Parque nacional Dzibilchantún) – park narodowy w Meksyku, w stanie Jukatan. Został utworzony 14 kwietnia 1987 roku i zajmuje obszar 5,39 km². 

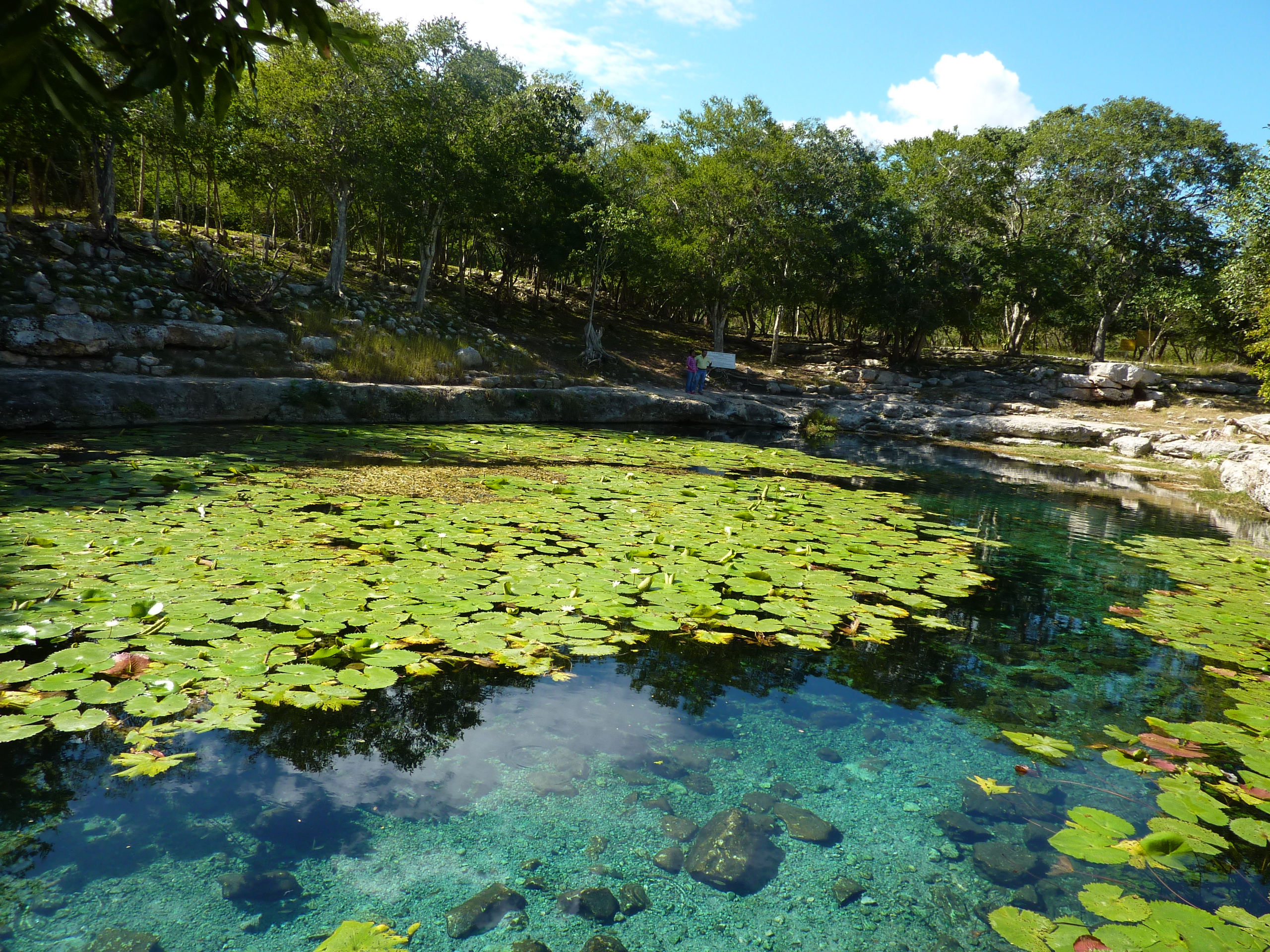
Cenote Xlacah

## Opis
Park obejmuje fragment lasu liściastego w północnej części półwyspu Jukatan, na północ od miasta Mérida. Znajduje się tu stanowisko archeologiczne Dzibilchantún na terenie dawnego miasta Majów. Miasto powstało około 500 roku p.n.e. wokół cenote Xlakáh i było znaczącym ośrodkiem cywilizacji Majów. Jest tu wiele dobrze zachowanych budowli z tego okresu, w tym tzw. „Świątynia Siedmiu Lalek”. Było to prawdopodobnie obserwatorium astronomiczne, a nazwę swą zawdzięcza siedmiu prymitywnym glinianym figurkom znalezionych w środku. Znajduje się tu też muzeum poświęcone cywilizacji Majów. Na terenie parku występuje duża liczba cenot, a także wiele gatunków endemicznych flory i fauny.

## Szata roślinna
Prawie całą powierzchnię parku pokrywa las liściasty. Rosną tu m.in.: Acacia gaumeri, Acacia pennatula, Mimosa bahamensis, Havardia albicans, Gymnopodium floribundum, Bursera simaruba, Caesalpinia gaumeri, Nymphaea ampla, moczarnica argentyńska, Pilosocereus gaumeri, Opuntia gaumeri, Opuntia inaperta, Pterocereus gaumeri, Stenocereus pruinosus, Ceiba schottii i Spiranthes torta.

## Fauna
Ssaki żyjące w parku to m.in.: dydelf czarnouchy, dydelf wirginijski, pancernik dziewięciopaskowy, skrytouszka jukatańska, tamandua północna, kieszennik dwupręgi, straszak jaskiniowy, wełnianek uszaty, wampir zwyczajny, jęzornik ryjówkowaty, ogoniak szerokouchy, urocjon wirginijski, jaguarundi amerykański, ocelot nadrzewny, puma płowa, skunksowiec pasiasty, łasica długoogonowa, ostronos białonosy, szop pracz, pekariowiec obrożny, mulak białoogonowy, wiewiórka jukatańska, taltuza szorstka, nocouszek jukatański, pnączarek wielkouchy, myszak jukatański, bawełniak szczeciniasty, aguti środkowoamerykański i paka nizinna.
Gady i płazy tu występujące to narażony na wyginięcie (VU) Cachryx defensor, a także m.in.: grzechotnik straszliwy, koralówka atlantycka, Bolitoglossa yucatana, Lithobates berlandieri i namulnik wielkogłowy.
Ptaki żyjące w parku to m.in.: gołąbeczek cynamonowy, piłodziób czarnogardły, bentewi wielki, bekardzik purpurowogardły, tyran melancholijny, trogon czarnogłowy, lasówka magnoliowa, dzięciur jukatański, modrowronka jukatańska, bąk amerykański, amazonka żółtokantarowa, konura oliwkowa i strzyżyczek.
Ryby występujące w cenotach to narażone na wyginięcie (VU) Astyanax altior i molinezja żaglopłetwa, a także m.in.: Gambusia yucatana, pielęgnica zebra i Rhamdia guatemalensis.